# Хандусь, Олег Анатольевич
Оле́г Анато́льевич Ха́ндусь (1960—2006) — российский писатель, журналист. Военный прозаик, член Союза российских писателей, лауреат премии Андрея Платонова для молодых прозаиков, лауреат Литературного конкурса имени К. М. Нефедьева.

## Биография
- 1960, 16 сентября — родился в г. Магнитогорске.
- 1977 — поступил в Магнитогорский горно-металлургический институт (ныне — технический университет).
- 1978 — призван в армию.
- 1979 — в составе первых подразделений Советской армии входил в Афганистан.
- 1980, февраль—ноябрь — участвовал в боевых операциях. Сержант, заместитель командира взвода.
- 1981 — после армии работал электросварщиком в листопрокатном цехе Магнитогорского металлургического комбината.
- 1984—1986 — журналист в газете «Магнитогорский рабочий».
- 1987 — первая литературная публикация: рассказ «Ночной марш» напечатан в газете «Магнитогорский рабочий».
- 1987—1988 — работал корреспондентом газеты «Магнитогорский металл».
- 1988—1993 — учился на дневном отделении прозы Литературного института им. Горького. Принят в Союз российских писателей.
- 1989 — удостоен Премии Андрея Платонова для молодых прозаиков.
- 1991 — первая публикация в центральной печати: рассказ «Мародёры» напечатан в журнале «Юность» (Москва).
- 1992 — в московском издательстве «Пик» выпустил первую книгу — «Полковник всегда найдётся», возглавил Магнитогорское литобъединение.
- 1993—1994 — вёл литературный семинар в Магнитогорском лицее.
- 1994—1997 — работал журналистом в газете «Магнитогорский рабочий».
- 1994—1995 — преподавал на кафедре литературы в Магнитогорском государственном педагогическом институте (ныне государственный университет.
- 2000 — работал заместителем главного редактора газеты «Магнитогорская неделя».
- 2002 — стал лауреатом II Литературного конкурса имени К. М. Нефедьева.
- 2005 — вступил в партию «Родина».
- 2006, 24 января — скончался в г. Магнитогорске. Похоронен на Левобережном кладбище.

## Литературная деятельность
Красной нитью через всё творчество Олега Хандуся проходит тема войны в Афганистане, участником которой он был. Является автором нескольких романов, повестей и множества рассказов. Печатался в журналах «Юность», «Знамя». Работал корреспондентом в газетах «Магнитогорский металл», «За Родину!». На протяжении нескольких лет руководил работой Магнитогорского литобъединения.

### Роман
- Пацифистский крест (не окончен)

### Повесть
- Пауки и курильщики

### Циклы рассказов
- В наше время
- Полковник всегда найдётся

### Книги (автор)
- 1992 — Полковник всегда найдётся (повесть, рассказы). — Москва, «ПИК», 180 c. ISBN 5-7358-0142-2

### Книги (редактор, составитель)
- 1996 — Л. Павленко. Серебряный дым. — Магнитогорск, Магнитогорский дом печати, 76 с. Редактор: О. Хандусь. Тираж 500 экз. ISBN 5-7114-0093-2

### Публикации (проза)
1. Ночной марш (рассказ). — «Магнитогорский рабочий», 23 мая 1987.
2. Он был мой самый лучший друг (рассказ). — «Урал» (Свердловск), 1988, № 1. Впоследствии перепечатан журналами «Глобус» (Болгария) и «L'Aveniere» (Италия)
3. Мародёры (рассказ). — «Юность» (Москва), 1991, № 1.
4. Он был мой самый лучший друг (рассказ). — Крещение (повести и рассказы молодых писателей о современной армии). — Москва, «Правда», 1991. Серия «Библиотека журнала „Знамя“».
5. Семёнов и трое усталых солдат (рассказ). — «Согласие», 1991, № 7.
6. Эксгумация бодрствующих (эссе). Смерть Пьеро. Мальчик и маленький краб (рассказы). Свирепых ласточек полёт (притча). — «Берег А» (Магнитогорск), 1996, № 1, с. 45—72.
7. Великий фронтовик. Это был ангел (рассказы). — «Знамя» (Москва), 1999, № 5. — Веб-ссылка
8. Горный козёл (рассказ). — «Магнитогорский рабочий», 2 октября 1999, с. 14.
9. В наше время (рассказ). — «Магнитогорский рабочий», 11 февраля 2000.
10. Чемпион мира (рассказ). — «Магнитогорский рабочий», 19 февраля 2005.
11. Это был ангел (рассказ). Свирепых ласточек полёт (притча). — «Магнитогорский металл», 25 июня 2005, с. 12.
12. Ташакор (рассказ). — «Магнитогорский металл», 14 июля 2005.
13. Кобра (рассказ). — Литературный журнал «Периферия» (онлайн). — Веб-ссылка
14. Мародёры (рассказ). — «Art Of War» (Москва), 2008, май.

### Публикации (очерки, статьи)
1. Тихие страсти по Борису (о Б. Попове). — «Магнитогорский рабочий», 17 июня 1995.
2. Меня убили в Афганистане. — «Знамя» (Москва), 2000, № 6. — Веб-ссылка
3. Игра с тенями в театре «Буратино» (очерк о спектакле «Станционный смотритель»). — «Магнитогорский металл», 10 февраля 2005.
4. Напрямую в классики (о новой книге М. Казачей). — «Диалог» (Магнитогорск), 24 сентября 2005. — Веб-ссылка
5. Яд — в уши (брань пьяных извозчиков скрыта под красивой обложкой). — «Магнитогорский металл», 1 октября 2005. — Веб-ссылка
6. Знаки особого внимания (некролог Е. Добролюбовой). — «Диалог» (Магнитогорск), 8 октября 2005, с. 2. — Веб-ссылка
7. Коррозия таланта (ответ А. Павлову). — «За Родину» (Магнитогорск), февраль 2006.

## Отзывы современников
Илья Кириллов, «День литературы» (Москва), 1999:

Лаконичные рассказы, оба всего на несколько страниц, но не в объеме дело. В каждом абзаце чувствуется собственный, чисто хандусевский стиль: безрадостный и при всей психологической усталости — одновременно лёгкий.

## Награды и звания
- 1989 — Премия Андрея Платонова для молодых прозаиков
- 2002 — Премия II Литературного конкурса имени К. М. Нефедьева — за цикл рассказов, опубликованных в журнале «Знамя»